# Год Слона
Год Слона (араб. عام الفيل‎ — Âm al-Fîl) — арабское название войны 570 или 571 года, когда вассал Аксума Абраха, правивший Йеменом, отправил карательную экспедицию против Мекки. В исламской историографии традиционно рассматривается как год рождения Мухаммеда, хотя, вероятно, это произошло через 10 лет после Года Слона. Это событие косвенно упоминается в суре 105 Корана.

## Предыстория
Ибрахим построил в предместье Мекки место для поклонения Каабе, которая служила бы местом паломничества людей со всей Аравии. Арабы продолжали почитать Каабу, которая впоследствии явилась для некоторых языческим святилищем, но были и те, кто продолжал исповедовать так, как их научил Ибрахим, поклоняясь Единому Богу без идолопоклонничества.

## Поход на Мекку
Согласно исламской традиции, после осквернения мекканцем церкви в Сане Абраха (которого, по другим источникам, в 570 году уже не было в живых) направил армию в Мекку, чтобы уничтожить Каабу. В составе его войска были боевые слоны. Согласно исламской традиции, боевой слон, достигнув территории Мекки, преклонил колени и отказался двигаться дальше. Только когда голова слона была повернута в сторону, он двинулся дальше. Подойдя к Мекке, Абраха вступил в переговоры с главой мекканской общины Абд аль-Мутталибом (дедом Мухаммеда), но тот сослался на волю Всевышнего.
Согласно Корану, армию Абрахи уничтожили стаи мифических птиц абабиль, закидавшие противника комьями жжёной глины; по другим источникам — неизвестная болезнь (по всей видимости, одна из последних волн Юстиниановой чумы).

## В массовой культуре
Аниме фильм Путешествие: История чудес и сражений на древнем Аравийском полуострове от Кобуна Сидзуно, основан на годе Слона.